# Cestrum diurnum

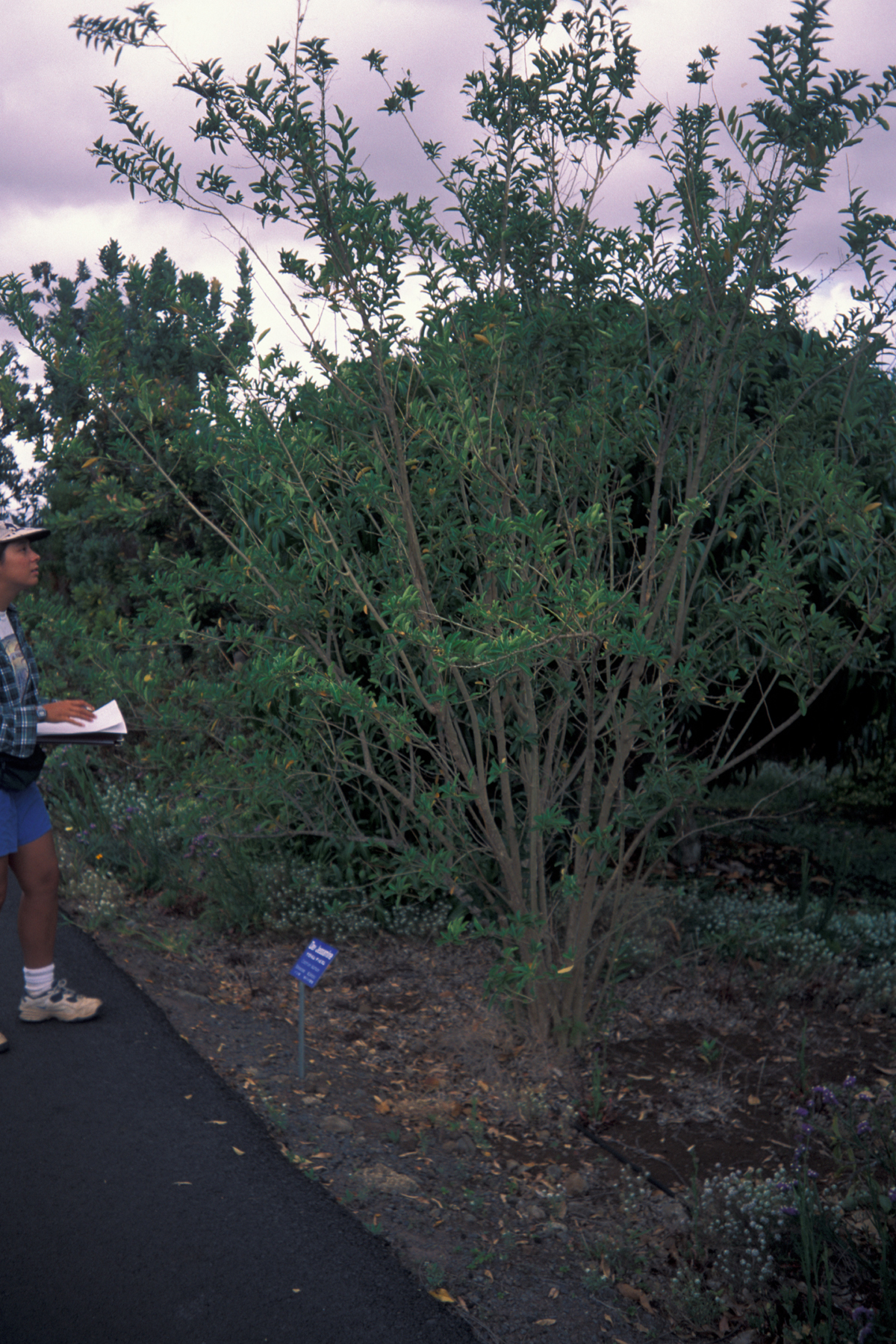
Pokrój

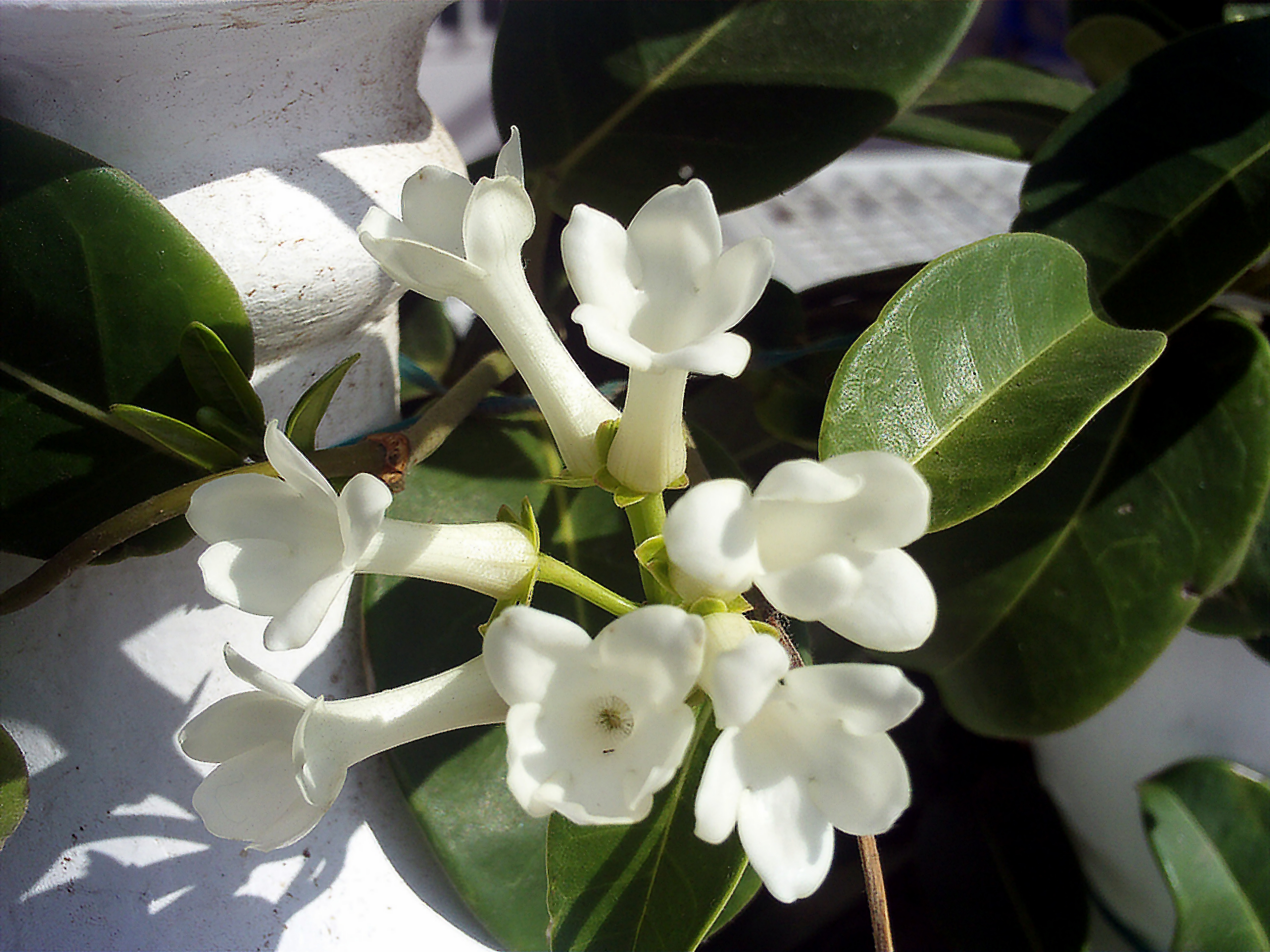
Kwiaty

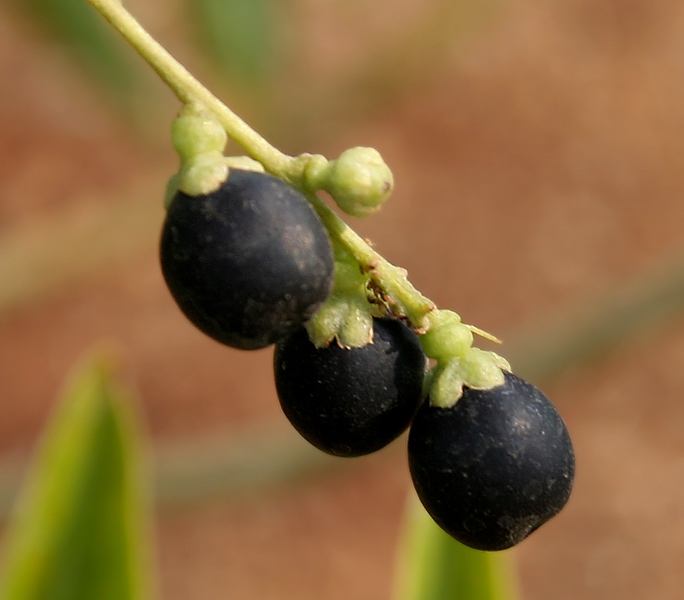
Owoce

Cestrum diurnum L. – gatunek krzewów z rodzaju Cestrum w rodzinie psiankowatych, pochodzący z Karaibów: Kuby, Haiti, Jamajki i Portoryko. Naturalizowany w południowo-wschodnich Stanach Zjednoczonych, na Hawajach i w Azji tropikalnej. Uprawiany w tropikach na całym świecie.

## Morfologia
PokrójKrzew lub drzewo o stożkowatej koronie i wzniesionym pniu, osiągające wysokość od 2 do 6 metrów. Kora szara, gładka. Gałęzie smukłe, zielonkawo-szare.
LiścieBlaszki jajowate lub eliptyczne, o wymiarach 4,5–7,5×1,5–4,5 cm, o wierzchołku i nasadzie zaokrąglonej lub ostrej, lekko niesymetryczne, zwężające się, błoniaste lub skórzaste, lśniące i jasnozielone, lekko niebieskawe, gładkie. Ogonki liściowe cylindryczne, zwężające się, o długości od 5 do 10 mm.
KwiatyPachwinowo i wierzchołkowo wyrastają na zielonych lub brązowawych pędach kwiatostanowych, osiągających długość 9 cm, wierzchotkowate, groniaste lub baldachowate kwiatostany. Przylistki drobne (3×1,5 mm), omszone. Kwiaty obupłciowe, 6-krotne, o długości 1,2–1,7 cm, są otwarte i emitują zapach przez całą dobę. Kielich jasnozielony, zrosłodziałkowy, dzbankowaty, o wymiarach 2,5–3,5×1,5–2 mm, rurka kielicha o długości 2–3 mm, omszona. Korona kwiatu lejkowata, odwrotnie stożkowata, biała, o długości 1,1–1,6 cm, gardziel korony, o szerokości 3–3,5 mm, rozdziela się na 5–7 zaokrąglonych, odwiniętych płatków o długości 1,5 mm. Pręciki o długości 8–11 mm, o nitkach zrośniętych na niemal całej długości, owłosionych u nasady na długości 2,5–3 mm. Główki pręcików sercowate, o długości 0,5–0,8 mm. Zalążnia podłużna, długości 1 mm. Szyjka słupka biała, długości 8,5–10 mm, owłosione na długości 2 mm poniżej znamienia. Znamię ciemnozielone, główkowate.
OwocePurpurowo-czarne, niemal kuliste jagody o wymiarach 11–12×8 mm, zawierające 13–14 ciemnobrązowych nasion o długości 2,5–3,5 mm.

## Biologia i ekologia
RozwójRośliny z tego gatunku kwitną od 3 do 5 razy na rok, w nieregularnych odstępach czasu. Owoce są słodkie, lekko cierpkie. Nasiona są roznoszone przez ptaki. Przeważnie kiełkują po 7–30 dniach od wysiania. Początkowy wzrost rośliny jest stosunkowo szybki, a długość życia relatywnie krótka (od 5 do 20 lat).
SiedliskoCestrum diurnum zasiedla pobocza dróg, miedze i pastwiska. W literaturze brak jest wzmianek o siedliskach tego gatunku w naturalnym zasięgu występowania. Przyjmuje się, że z uwagi na niską tolerancję zacienienia Cestrum diurnum jest gatunkiem krótkowiecznym, oportunistycznym, którego cykl życiowy kończy się przed wkroczeniem lasu na zajęty przez niego teren. Roślina ta zasiedla tereny o średniorocznych opadach od 800 do 3000 mm, jednak najbardziej agresywnie kolonizuje tereny o opadach na poziomie od 1400 do 2400 mm. Toleruje wszystkie gleby, z wyjątkiem podmokłych, ale najczęściej występuje na glebach wapiennych.
Interakcje międzygatunkoweOwoce tej rośliny stanowią składnik diety zagrożonego gołębia z gatunku Columba inornata. Trujące liście tej rośliny są okazjonalnie spożywane przez pasące się bydło.
Cechy fitochemiczneLiście Cestrum diurnum zawierają kwas palmitynowy, kwas stearynowy i kwas oleinowy, a także furostanolowe saponiny sterydowe. W liściach występują również silnie toksyczne glikozydy 1α,25-dihydroksywitaminy D (1,25-dihydroksycholekalcyferol), które po spożyciu powodują toksyczność witaminy D, prowadzącą do kalcynozy.
GenetykaLiczba chromosomów 2n = 16.

## Systematyka i zmienność
Typ nomenklatorycznyLektotyp HERB. LINN. 258.4, wskazany w 1989 roku przez R. A. Howarda.
Podział gatunku
- Cestrum diurnum var. fasciatiflorum Dunal
- Cestrum diurnum var. portoricense O.E. Schulz
- Cestrum diurnum var. venenatum (Mill.) O.E. Schulz
- Cestrum diurnum var. odontospermum (Jacq.) O.E. Schulz
- Cestrum diurnum var. marcianum Proctor
- Cestrum diurnum var. fastigiatum (Jacq.) Stehlé
- Cestrum diurnum var. tinctorium (Jacq.) Maza

## Nazewnictwo
Toponimia nazwy naukowejNazwa naukowa rodzaju pochodzi bądź od greckiego słowa κέστρυμ (kestrum – narzędzie grawera), odnosząc się do kształtu główek pręcików, bądź od nazwy kestron użytej przez Dioskurydesa do opisu rośliny o podobnym wyglądzie. Nazwa gatunkowa diurnum w języku łacińskim oznacza dzienny.
Nazwy zwyczajoweGatunek nie posiada nazwy zwyczajowej w języku polskim. W języku angielskim znany jest pod nazwą day-jasmine, rzadziej wild jasmine, inkbush lub Chinese inkberry. W języku hiszpańskim roślinę tę określa się jako dama de día, rufiana, galán de día lub saúco tintóreo.
Synonimy
- Cestrum album Ferrero ex Dun.
- Cestrum diurnum var. fasciatiflorum Dunal
- Cestrum diurnum var. fastigiatum (Jacq.) Stehlé
- Cestrum diurnum var. marcianum Proctor
- Cestrum diurnum var. odontospermum (Jacq.) O.E.Schulz
- Cestrum diurnum var. portoricense O.E.Schulz
- Cestrum diurnum var. tinctorium (Jacq.) M.Gómez
- Cestrum diurnum var. venenatum (Mill.) O.E.Schulz
- Cestrum elongatum Steud.
- Cestrum fastigiatum Jacq.
- Cestrum fastigiatum Jan
- Cestrum laurifolium Fawc.
- Cestrum nocturnum Griseb.
- Cestrum odontospermum Jacq.
- Cestrum pallidum Lam.
- Cestrum tinctorium Jacq.
- Cestrum tinctorium Griseb.
- Cestrum venenatum Mill.
- Cestrum vespertinum Lunan

Homonimy taksonomiczne
- Cestrum diurnum Griseb., Flora 144 (1864)
- Cestrum diurnum West St., Croix 276 (1793)
- Cestrum diurnum Dunal, Prodromus Systematis Naturalis Regni Vegetabilis 13(1): 667 (1852)
- Cestrum diurnum Sessé & Moc., Flora Mexicana. 50 (1894)
- Cestrum diurnum Kunth, Nova Genera et Species Plantarum (quarto ed.) 3: 61 (1818)

## Zastosowanie
Rośliny leczniczeEkstrakt z liści tej rośliny wykazuje silne działanie bakteriobójcze przeciwko pałeczce ropy błękitnej i gronkowcowi złocistemu.
Rośliny ozdobneRośliny z gatunku Cestrum diurnum są uprawiane na całym świecie, na obszarze klimatu tropikalnego, przede wszystkim z uwagi na atrakcyjne kwiatostany.